# قانون هولندي
قانون هولندي (بالإنجليزية: Law of the Netherlands): تستخدم هولندا القانون المدني. إن دور قانون السوابق القضائية صغير من الناحية النظرية، رغم أنه يستحيل عمليًا فهم القانون في العديد من المجالات دون النظر في قانون السوابق القضائية ذات الصلة.